# Roeslerstammia erxlebella
Roeslerstammia erxlebella – gatunek motyla z infrarzędu różnoskrzydłych i rodziny Roeslerstammiidae.
Gatunek ten opisany został w 1787 roku przez Johana Christiana Fabriciusa jako Alucita erxlebella.
Motyl o rozpiętości skrzydeł od 14 do 15 mm. Głowa ochrowożółta z czarnobrązową górą czoła. Tułów metalicznie połyskująco zielonkawobrunatny. Skrzydła przednie wraz ze strzępiną barwy tułowia, zaś skrzydła tylne ciemnobrunatne, podobnie jak odwłok. Odnóża jasnożółte. Samce mają cienki, długi, łukowato wygięty edeagus i trapezowato wcięty na wierzchołku unkus. Samice cechuje silnie zesklerotyzowane, płytkowate, opatrzone listewką znamię torebki kopulacyjnej.
Gąsienice żerują na lipach, najpierw minując liście, a potem żyjąc wolno na nich. Odnotowano także przypadkowe żerowanie na brzozach, leszczynach i klonach.
Gatunek europejski, znany z Austrii, Belgii, Czech, Danii, Estonii, Finlandii, Francji, Grecji, Litwy, Luksemburgu, Łotwy, Niemiec, Norwegii, Polski, Rumunii, Rosji z obwodem królewieckim, Sardynii, Słowacji, Szwecji, Szwajcarii, Węgier, Wielkiej Brytanii i Włoch.